# Phare de Mġarr (nord)
Le phare de Mġarr (nord) est un feu situé sur la jetée nord du port de Mġarr sur l'île Gozo (république de Malte) en mer Méditerranée.

## Histoire
Le phare a été mis en service en 1970. Il se situe à l'extrémité du brise-lames nord du port de Mġarr. Il marque l'entrée du port conjointement avec le phare de Mġarr (sud).

## Description
C'est une petite tourelle conique montée sur une base circulaire, de 5 m en bout du brise-lames nord du port de Mgarr. Il est peint en blanc avec des bandes vertes. Il émet, à une hauteur focale de 7 m un éclat vert toutes les 5 secondes. Sa portée n'est pas connue.
Identifiant : ARLHS : MLT... - Amirauté : E2051.1 - NGA : 10512 .
|               |
| Port de Mgarr |

|      |
| Gozo |

### Lien connexe
- Liste des phares de Malte